# Colletes somereni
Colletes somereni là một loài Hymenoptera trong họ Colletidae. Loài này được Cockerell mô tả khoa học năm 1947.